# Umělecké plavání na mistrovství Evropy v plaveckých sportech 2000
Závody v uměleckém (synchronizovaném) plavání na mistrovství Evropy v plaveckých sportech za rok 2000 proběhly v Helsinkách, Finsko ve dnech 28. června až 9. července 2000.

## Česká stopa
V disciplíně sólo startovalo 21 závodnic – Lucie Svrčinová (*1974) z TJ Tesla Brno obsadila 9. místo.
V disciplíně dvojic startovalo 19 dvojic – Soňa Bernardová (*1976) z TJ Tesla Brno a Jana Rybářová (*1978) z TJ Tesla Brno obsadily 9. místo.
V disciplíně týmů startovalo 14 týmů – Soňa Basovníková (*1979) z TJ Tesla Brno, Soňa Bernardová (*1976) z TJ Tesla Brno, Ivana Bursová (*1977) z TJ Tesla Brno, Eliška Chlupová (*1982) z TJ Tesla Brno, Adriana Kroupová (*1981) z TJ Tesla Brno, Jana Rybářová (*1978) z TJ Tesla Brno, Lucie Svrčinová (*1974) z TJ Tesla Brno a Daniela Šlopková (*1979) z TJ Tesla Brno obsadily 8. místo.

## Výsledky

### Individuální disciplíny
| Ženy | Zlato                   | Zlato  | Stříbro                  | Stříbro | Bronz                  | Bronz  |
| ---- | ----------------------- | ------ | ------------------------ | ------- | ---------------------- | ------ |
| Sólo | Olga Brusnikinová (RUS) | 99,200 | Virginie Dedieuová (FRA) | 98,080  | Gemma Mengualová (ESP) | 96,240 |

### Týmové disciplíny
| Ženy    | Zlato | Zlato  | Stříbro | Stříbro | Bronz | Bronz  |
| ------- | --- | ------ | --- | ------- | --- | ------ |
| Dvojice | Rusko (RUS) (Olga Brusnikinová, Marija Kiseljovová) | 99,360 | Francie (FRA) (Virginie Dedieuová, Myriam Lignotová) | 97,160  | Španělsko (ESP) (Gemma Mengualová, Paola Tiradosová) | 96,080 |
| Tým     | Rusko (RUS) (Jelena Azarovová, Olga Novokščenovová, Olga Vasjukovová, Julija Vasiljevová, Irina Peršinová, Jelena Sojová, *Olga Brusnikinová, *Marija Kiseljovová, *Jelena Antonovová, *Anastasija Davydovová) | 99,520 | Itálie (ITA) (Giada Ballanová, Serena Bianchiová, Alessia Lucchiniová, Mara Brunettiová, Chiara Cassinová, Clara Porchettová, *Giovanna Burlandová, *Maurizia Cecconiová, *Simona Chiariová, *Alice Dominiciová) | 97,480  | Francie (FRA) (Charlotte Fabreová, Cinthia Bouhierová, Rachel le Bozecová, Myriam Lignotová, Charlotte Massardierová, Magali Rathierová, Myriam Glezová, *Virginie Dedieuová, *Cathy Geoffroyová) | 97,000 |

## Medailová bilance
V uměleckém plavání se rozdělily celkem 3 sady medailí.
| Pořadí | Stát            |       | Muži    | Muži  | Muži  |         | Ženy  | Ženy  | Ženy    |       | Muži + Ženy | Muži + Ženy | Muži + Ženy | Celkem |
| Pořadí | Stát            | Zlato | Stříbro | Bronz | Zlato | Stříbro | Bronz | Zlato | Stříbro | Bronz |             |             |             | Celkem |
| ------ | --------------- | ----- | ------- | ----- | ----- | ------- | ----- | ----- | ------- | ----- | ----------- | ----------- | ----------- | ------ |
| 1.     | Rusko (RUS)     |       | 0       | 0     | 0     |         | 3     | 0     | 0       |       | 3           | 0           | 0           | 3      |
| 2.     | Francie (FRA)   |       | 0       | 0     | 0     |         | 0     | 2     | 1       |       | 0           | 2           | 1           | 3      |
| 3.     | Itálie (ITA)    |       | 0       | 0     | 0     |         | 0     | 1     | 0       |       | 0           | 1           | 0           | 1      |
| 4.     | Španělsko (ESP) |       | 0       | 0     | 0     |         | 0     | 0     | 2       |       | 0           | 0           | 2           | 2      |
| Celkem | Celkem          |       | 0       | 0     | 0     |         | 3     | 3     | 3       |       | 3           | 3           | 3           | 9      |